# M795 (榴弾)

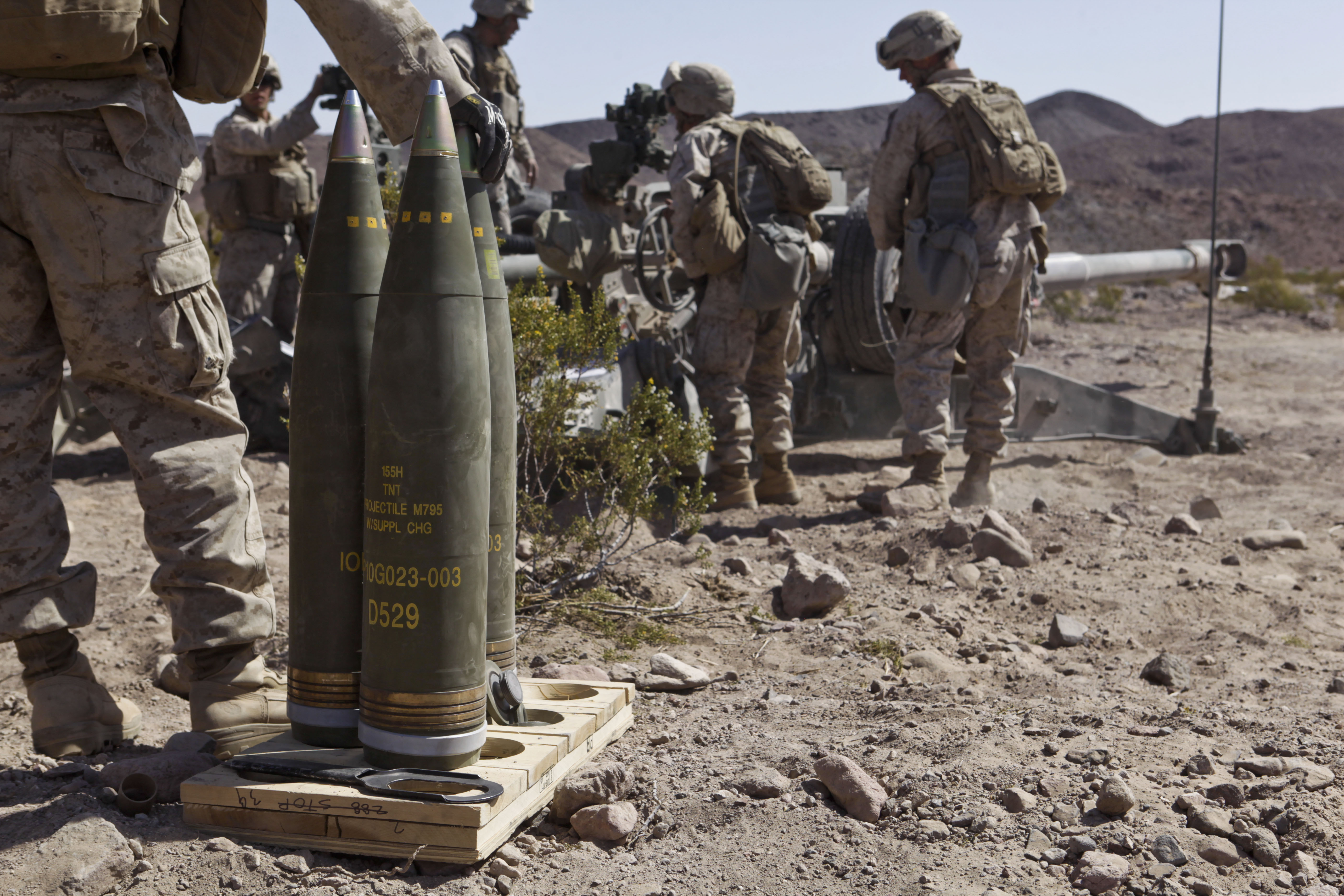
信管が取り付けられ発射準備中の M795

M795 155mm榴弾はアメリカ陸軍およびアメリカ海兵隊が標準的に装備している 155mm 榴弾である。主に破片と爆風により加害する。
M795 は M107の射程を延伸し破壊力を高めたものである。弾帯は M107 の巻金タイプから溶接タイプに改められており、発射薬に M119 または M203 を用いることで射程を6000メートル延伸できる。炸薬の改良により破片の飛散パターンも見直されており、殺傷力は30%高まっているとされる。

## 概要
M795 は直径 155mm の高フラグメンテーション鋼 (HF1) 製弾殻に TNT 10.8キログラム (23.8 lb) を充填したもので、重量は約 47キログラム (103 lb) である。 弾殻にはギルディングメタル（銅95%・亜鉛5%の真鍮）製の弾帯が取り付けられており、ゾーン 3W から 8S（M3A1 から M203A1) の発射薬を用いて現用のすべての 155mm 榴弾砲から発射できるようになっている。M795 の弾体は M483A1 クラスター弾と弾道特性が似ており、M483A1 の照準射に用いられることもある。 M795 は現用の M107 と比較してより長射程で主要な脅威に対して高い有効性を有している。
弾体は衝撃を減衰するリフティングプラグと柔軟な弾帯カバーを備えた金属パレットに収められている。

## 弾道補正信管
2005年半ばに ユナイテッド・ディフェンス（現在の BAE システムズ・ランド・アンド・アーマメンツ）が M795 に取り付けて命中精度を向上させる弾道補正信管（Course Correcting Fuze, CCF）のデモンストレーションを行った。これはボフォース・ディフェンス、ロックウェル・コリンズ、BT ヒューズ・プロダクツとの共同開発によるもので、コスト効率の高いものとなっている。
CCF は GPSを利用して既存の砲システムの効率を飛躍的に向上させ、戦闘時にきわめて重要な要素となる命中精度をほぼ正確なレベルにまで引き上げることができる。CCF はアメリカ軍が配備するすべての 155mm 砲弾および 105mm 砲弾 に装着できるようになっており、すぐにでも全規模開発や初期配備に移行できるものであった。
ユナイテッド・ディフェンスはユマ性能試験場で CCF を装着した M795 を射程14.5キロメートルで M109A6 自走榴弾砲から発射することに成功した。デモンストレーションの初期分析の結果はユナイテッド・ディフェンスの研究所での予想を裏付けるもので、CCF を装着した砲弾は従来の3倍となる誤差半径50メートル以下を達成した。

## M795E1
M795 の発射薬と雷管を改善した M795E1 の開発・生産はタリー・ディフェンス・システムズ（現在はノルウェーのNammo社傘下で ナモ・タリー（Nammo-Talley）となっている）で行われた。 同社は陸軍の M864 長射程DPICMの弾底燃焼体（Base Burner Assembly）の開発・製造元で、100万発分近い供給実績があったためである。
M795 の長射程化の要望から、M795E1 の最大射程は発射薬に M203A1 を用いて39口径長のM198 155mm榴弾砲から発射したときに 26.5 キロメートル以上（目標：28.5 キロメートル）、52口径長のXM2001 クルセイダーから発射した場合は 34 キロメートル以上（目標：36 キロメートル）とされた。M795 榴弾の長射程化により、既存あるいは開発中の砲システムおよび発射薬を用いてより遠距離から交戦することができる。
アメリカ陸軍は現在はもちろん将来においても長射程の 155mm 榴弾が必要であると考えており、配備済み砲弾に高度な弾道設計技術を適用した 155mm M795E1 長射程弾底燃焼弾により最大射程が延伸され榴弾の投射能力が向上された。
M795 榴弾の設計を下敷きとして、成功を収めた M864 長射程DPICMを元に発射薬を削減しつつ弾道特性を最適化する取り組みが進められている。
M795E1 では、旧式化した M549A1 よりもはるかに大きく破片効果の高い弾頭により殺傷力を高めることが求められた。また、敵長距離砲の潜在的脅威に対抗できるよう、射程延長技術を維持することも意図されていた。
M795 の射程は 22.5 キロメートルで、射程 17.5キロメートルの M107 よりも延伸されているが、他の長射程砲弾（射程 28-30 キロメートル）には及ばない。M795 の作戦要求仕様（Operational Requirement Document, ORD) では予想される戦闘シナリオにおいて長射程型 M795 の必要性が強調されている。

## 仕様
- 射程: 22.5 キロメートル（M795E1 は 28.7-37 キロメートル）
- 発射時重量: 46.7 キログラム
- 炸薬:
  - TNT 10.8 キログラム（発射薬を内張り） または IMX-101（IMX は陸軍向けのみ。海兵隊はTNT）
- 弾体直径: 154.89 ミリメートル
- 命中精度: CEP 50 メートル
- 製造者: 
  - ゼネラル・ダイナミクス（以前はチェンバレン・マニュファクチャリング）　 スクラントン陸軍弾薬工場（ペンシルバニア州スクラントン）
  - メイソン & ハンガー　サイラス・メイソン・カンパニー、デイ & ジマーマン（カンザス州パーソンズ）